# 也门双刃弯刀

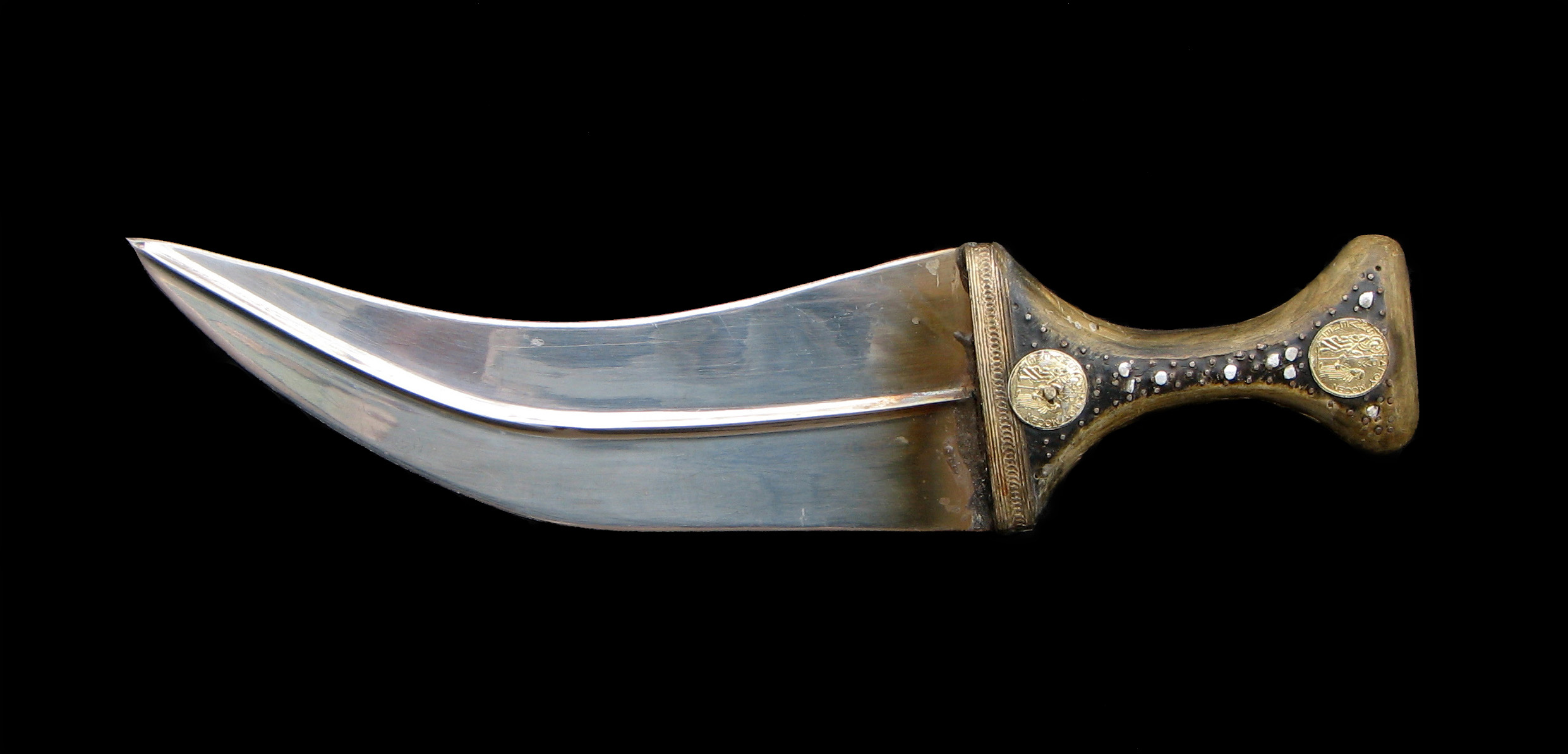
一把也门双刃弯刀，刀刃钢铸造，刀柄为硬木

也门双刃弯刀（阿拉伯语：‎），是一种特定类型的匕首，其刀片为短弧形，佩戴在皮带上。主要由也门人民使用，通常14岁以上的男子佩戴这种刀作为衣服的附件。

## 种类
像大多数其他武器一样，也门双刃弯刀也有其品牌。一把弯刀的价格在500至2亿也门里亚尔之间不等。品牌是与刀的材料密切相关，质量和设计也是重要因素。

### 刀柄
一把也门双刃弯刀最重要的部分是它的刀柄。事实上，大多数情况下一把弯刀的价格是由它的刀柄决定的。Saifani刀柄是其中最出名的，有身份的人通常佩戴这种刀。Saifani刀柄采用犀牛角制作，成本高达每公斤1500美元。不同版本的saifani刀柄以颜色区分。其他大多数也门双刃弯刀刀柄采用不同的牛角或木头制作。除了材料不同，刀柄设计和细部装饰也体现了其价值和佩戴者的地位。

### 刀刃、刀鞘和腰带
大多数情况下，也门双刃弯刀的刀片由钢建造。刀片放在木头制作的的鞘中。刀鞘通常装饰着各种首饰以象征地位。这些装饰品包括括银、宝石和皮革。刀鞘是固定在皮带上，皮带宽度通常为是2-3英寸。皮带一般是戴在小腹上，经常有其他装饰物也加到腰带上，如银制作的钱包。